# Charles H. Carroll
Charles Holker Carroll (* 4. Mai 1794 in Hagerstown, Maryland; † 8. Juni 1865 in Groveland, New York) war ein US-amerikanischer Politiker. Zwischen 1843 und 1847 vertrat er den Bundesstaat New York im US-Repräsentantenhaus.

## Werdegang
Im Jahr 1813 absolvierte Charles Carroll das St. Mary’s College in Baltimore. Danach zog er in das Livingston County im Staat New York. Er studierte Jura, ohne nachher jedoch als Rechtsanwalt zu praktizieren. Stattdessen arbeitete er in der Landwirtschaft und als Land Agent in der Immobilienbranche. In den Jahren 1817, 1818, 1822, 1840 und 1848 war er Ortsvorsteher (Supervisor) von Groveland. Von 1823 bis 1829 war er als Bezirksrichter tätig. In den Jahren 1827 und 1828 saß Carroll im Senat von New York; im Jahr 1836 gehörte er der State Assembly an. Politisch wurde er Mitglied der in den 1830er Jahren gegründeten Whig Party.
Bei den Kongresswahlen des Jahres 1842 wurde Carroll im 29. Wahlbezirk von New York in das US-Repräsentantenhaus in Washington, D.C. gewählt, wo er am 4. März 1843 die Nachfolge von Seth M. Gates antrat. Nach einer Wiederwahl konnte er bis zum 3. März 1847 zwei Legislaturperioden im Kongress absolvieren. Die Zeit bis 1845 war von den Spannungen zwischen Präsident John Tyler und den Whigs geprägt. Außerdem wurde damals bereits über eine mögliche Annexion der seit 1836 von Mexiko unabhängigen Republik Texas diskutiert. Diese Diskussionen führten im Jahr 1845 zum Mexikanisch-Amerikanischen Krieg.
1846 verzichtete Charles Carroll auf eine weitere Kongresskandidatur. Anschließend verwaltete er seinen großen Landbesitz nahe Groveland. In den 1850er Jahren wurde er Mitglied der American Party. Bei den Präsidentschaftswahlen des Jahres 1856 war er einer von deren Wahlmännern. Er starb am 8. Juni 1865 in Groveland.